# Lamborghini Diablo
Lamborghini Diablo ("Djävul" på spanska) är en supersportbil byggd av den italienska biltillverkaren Lamborghini mellan 1990 och 2001.

## Historia

### 1990–1998
Lamborghini började utveckla Diablon 1985 som en efterföljare till Lamborghini Countach, och den började säljas den 21 januari 1991 för 240 000 dollar. Motorn var en 5,7 liters, 48 ventilers V12 med dubbla överliggande kamaxlar och datorstyrd flerpunktsinsprutning, vilket gav 492 hk och 580 Nm. Den accelererade 0–100 km/h på strax över fyra sekunder, toppfarten var 202 mph (325 km/h). I likhet med Countachen hade Diablon bakhjulsdrift och mittmonterad motor för att ge bättre viktfördelning.
Fastän priset låg på över 200 000 dollar var bilen sparsamt utrustad. En vanlig enkel bilstereo utan cd satt i, fönsterhissar saknades, stolarna saknade uppvärmning och det fanns inga ABS-bromsar – allt detta för att hålla vikten nere för att förbättra fartresurserna; ett extremt exempel på detta är ett skräddarsytt och anpassat säte utan rälschassi (ägaren fick ge sina mått så att man kunde anpassa sätet). Tillbehör fanns dock: en bakvinge och en exklusiv Breguetklocka (som kostade 10 500 US dollar!).

### Diablo VT och Diablo VT Roadster

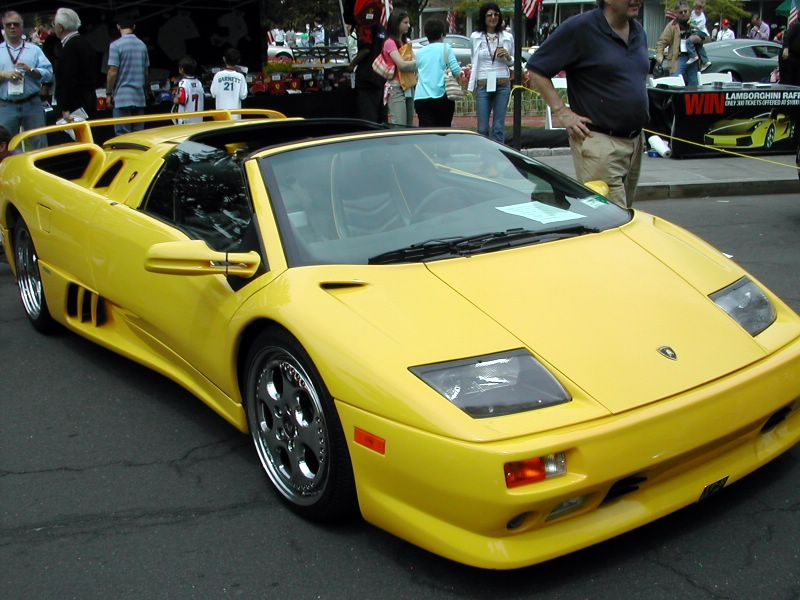
Diablo VT

Efter tre år med endast smärre ändringar på Diablon ansåg Lamborghini 1993 att ytterligare en mer specialiserad modell skulle kunna attrahera fler kunder – Diablo VT (Ver. 1) som tillverkades 1993–1998. Denna modell utrustades med fyrhjulsdrift och ett kraftfördelningspaket samt ändrade däckdimensioner för att bättre passa med den nya drivningen. Bromsarna byttes till Brembo och man installerade en ny datorkontrollerad fjädring med Koni-stötdämpare vilket innebar att föraren kunde välja mellan fyra olika varianter av fjädringen inifrån bilen eller ett femte automatiskt läge. Dock saknades fortfarande ABS-bromsar.
Lamborghini hade presenterat en öppen konceptversion av VT:n på 1992 års Genèves bilutställning tillsammans med coupén vid debuten, men det dröjde ytterligare tre år innan den började produceras som Diablo VT Roadster (Ver. 1) åren 1995–1998. Förutom det löstagbara Targaliknande kolfibertaket var den i stort sett identisk med coupémodellen, frånsett några små detaljer, speciellt baklysena som fanns i två olika varianter.

### Diablo SE 30, 1993
I samband med Lamborghinis 30-årsjubileum 1993 såldes en lättad sportvariant av Diablon kallad SE 30. Denna variant var snålt utrustad för att spara vikt, bland annat medföljde ingen radio, luftkonditionering, ljudisolering och sätena var gjorda i kolfiber vilket minskade tjänstevikten med 125 kilo. Lamborghini valde att utrusta denna bil utan VT:s avancerade elektroniska fjädring, istället fick den ett avancerat justeringssystem kontrollerat via ett invändig reglage som extremt snabbt kunde justera hårdheten i bilens framfjädring och bakändens stabiliseringsstag. Bromsskivorna förstorades på samtliga fyra hjul för bättre bromsverkan, dock valdes som tidigare att avstå från att använda ABS-bromsar.

### Nya versioner av Diablo VT och Diablo VT Roadster
Den andra versionen av VT coupé och roadster 1999 var mestadels en ansiktslyftning. Bilarna hade nu SV:ns framlyktor, nya hjul och en nydesignad instrumentbräda. På den mekaniska sidan var större bromsar, den länge efterlängtade ABS:en och ett nytt variabelt ventilsystem på 5,7-liters V12:an de enda uppdateringarna. Effekten ökade till 530 hp, vilket kapade 0–60 mph-tiden till under 4 sekunder. Trots den finansiella satsningen på de nya uppdateringarna togs båda modellerna ur produktion efter endast ett år.

## Övriga Diablovarianter
- Diablo SV (Ver. 1), 1995–1998
- Diablo SV (Ver. 2), 1999
- Diablo GT, 1999
- Diablo VT 6.0, 2000
- Diablo Millennium Roadster, 2000
- Diablo VT 6.0 Special Edition, 2001